# Rucăr
Rucăr là một xã thuộc hạt Argeș, România. Dân số thời điểm năm 2002 là 6222 người.